# Smithsonian Institution Building
Das Smithsonian Institution Building liegt an der National Mall in Washington, D.C. und beherbergt die Verwaltung und das Service-Center der Smithsonian Institution. Das Gebäude wurde aus rotem Sandstein im Norman Style (eine Mischung der späten Romanik und frühen Gotik) erbaut und trägt den Spitznamen The Castle.

## Geschichte
Der Bau des ersten Gebäudes der Smithsonian wurde 1847 unter der Leitung des Architekten James Renwick Jr. begonnen. Da die Bauarbeiten sehr langsam vorangingen, wurde dieser im August 1853 entlassen. Die Bauleitung wurde an Lieutenant Barton S. Alexander, einen topographischen Ingenieur der U.S. Army übertragen. Unter seiner Leitung wurde das Gebäude 1855 fertiggestellt.
Im Lauf der Jahre fanden mehrere Umbauten statt. Der erste wurde nach dem verheerenden Brand vom 24. Januar 1865 vorgenommen. Bei dem Brand wurden der überwiegende Teil des Obergeschosses des Hauptgebäudes sowie der Nord- und Südturm zerstört. Im Jahr 1884 wurden im Ostflügel Brandschutzmaßnahmen durchgeführt, außerdem wurde ausgebaut, da mehr Büroräume benötigt wurden. Bei den Umbauarbeiten von 1968 bis 1969 wurde das Gebäude in den viktorianischen Stil zurückversetzt, der an die Zeit des Erstbezuges des Gebäudes erinnerte.

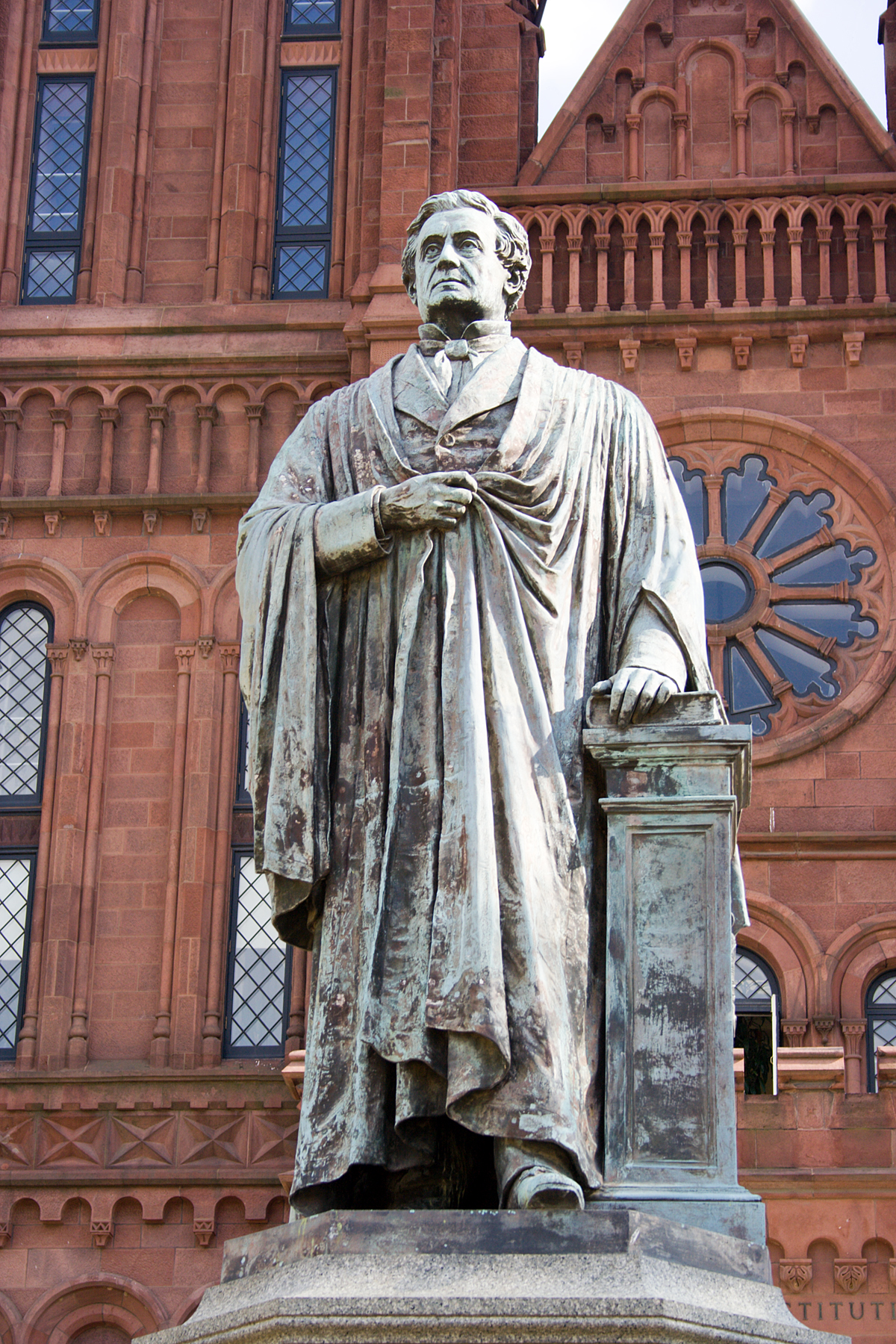
Eine Statue von Joseph Henry vor dem Gebäude.

Der erste Leiter des Smithsonian, Joseph Henry, wohnte mit seiner Familie in dem Gebäude, das viele Jahre lang auch alle Aktivitäten des Smithsonian beherbergte, inklusive eine Ausstellungshalle von 1858 bis in die 1960er Jahre. Im Jahr 1901 wurde der erste Kinderraum von Washington im Südturm des Gebäudes eingerichtet. Der Raum wurde 1987 wieder in seinen ursprünglichen Zustand zurückversetzt. Am 12. Januar 1965 wurde das Smithsonian Institution Building ein sogenanntes National Historic Landmark. In der Nähe des Nordeingangs befindet sich die Krypta von James Smithson, dem Stifter der Institution, und vor dem Gebäude, an der Mall, ehrt eine Bronzestatue von William Wetmore Story den Wissenschaftler Joseph Henry. Zum 150. Geburtstag wurde im Jahr 1996 eine Glocke eingebaut. Eine Glocke war nämlich in den Originalplänen von Renwick vorgesehen, es war jedoch nicht genug Geld für den Einbau vorhanden. Die Glocke schlägt nun stündlich.

## Aktuelle Nutzung
Das Smithsonian Castle dient als „Gehirn“ des Smithsonian. Es beherbergt die gesamte Verwaltung und alle Unternehmungen werden von hier aus gesteuert. Außerdem befindet sich hier das Besucherzentrum der Smithsonian Institution mit interaktiven Anzeigen und Karten. Die wichtigsten Fragen werden von Computern beantwortet.